# Monte Otgontenger
O Otgontenger (em mongol:  Отгонтэнгэр, lit. "mais novo céu") é a maior montanha dos montes Khangai na Mongólia. Possui 4 008 metros de altitude. A montanha está localizada na província (aimag) de Zavkhan e é a única montanha dos montes Khangai coberta com gelo em seu topo. A face sul do Otgontenger é a maior parede de granito da Mongólia.
Acredita-se que muitas montanhas sagradas na Mongólia possuam divindades ferozes. A divindade do Otgontenger é Ochirvaani. Estas divindades ferozes surgiram após o budismo ser introduzido na Mongólia.